# Pteronymia glauca
Pteronymia glauca är en fjärilsart som beskrevs av Richard Haensch 1903. Pteronymia glauca ingår i släktet Pteronymia och familjen praktfjärilar. Inga underarter finns listade.

## Bildgalleri

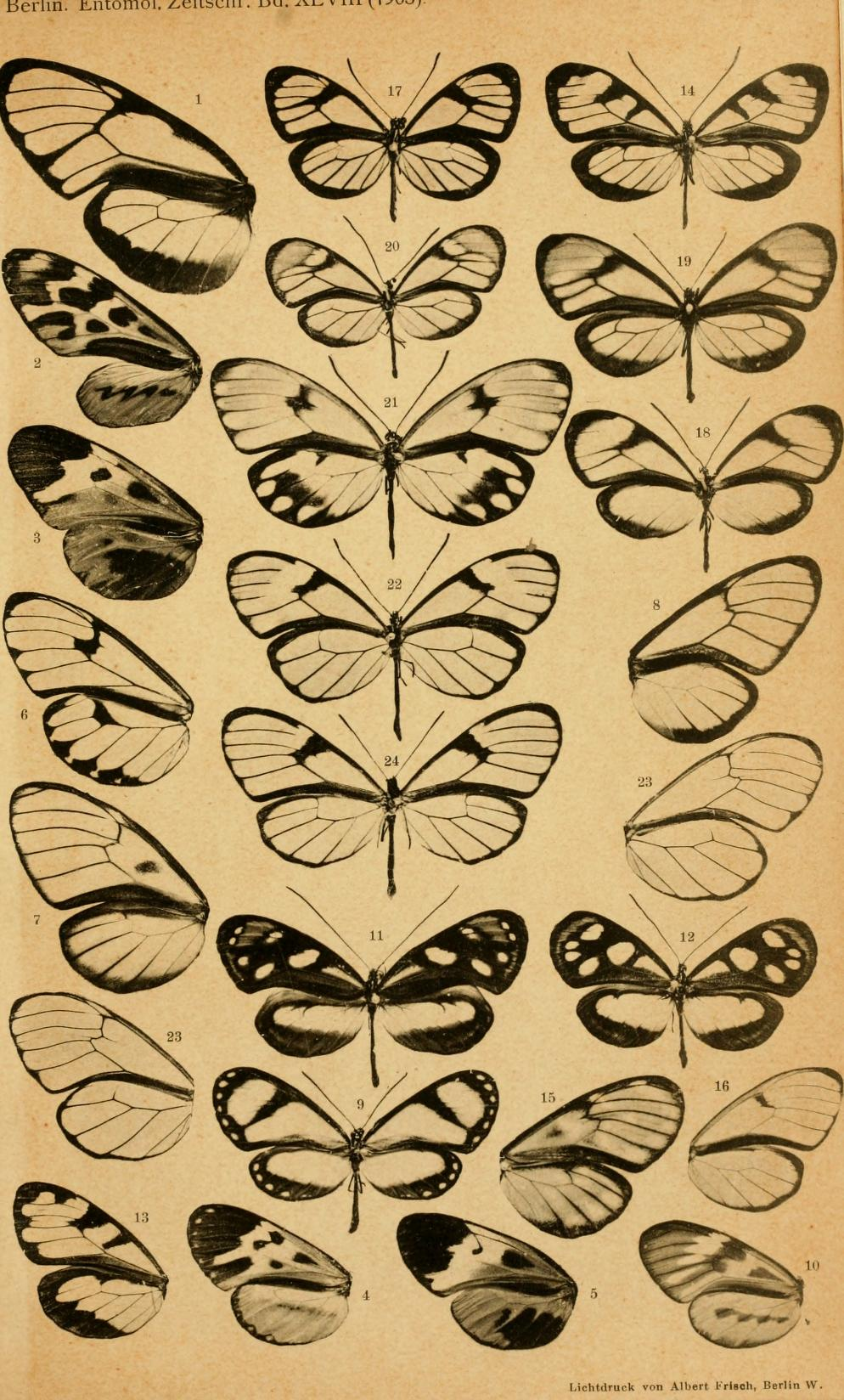